# ANKH
ANKH‏ (ANKH inorganic pyrophosphate transport regulator) هوَ بروتين يُشَفر بواسطة جين ANKH في الإنسان.